# داهار
داهار (به لاتین: Dahar) یک منطقه مسکونی در جمهوری آذربایجان است که در شهرستان اسماعیل‌لی واقع شده‌است. براساس کمیته آمار دولتی جمهوری آذربایجان، در سال ۲۰۱۴ فقط پنج نفر در این روستا زندگی می‌کردند.